# Левшин, Владимир Дмитриевич
Влади́мир Дми́триевич Левшин (1834 — 2 [14] апреля 1887, Ярославль) — российский государственный деятель, губернатор Уфимской, затем Ярославской губерний; действительный статский советник.

## Биография
Родился в 1834 году в семье военного, в дальнейшем генерала от инфантерии Дмитрия Сергеевича Левшина (1801—1871). Государственную службу начал 26 февраля 1851 года в Московской палате государственных имуществ. В 1856 году перешёл в Центральный статистический комитет Министерства внутренних дел. В 1858 году был избран членом Русского географического общества. В 1868 году вернулся в прежнее ведомство и получил место управляющего государственными имуществами в Пермской губернии.
Вскоре за тем, в 1870 году, он был назначен на пост вице-губернатора в Самарскую губернию и в 1872 году переведён на тот же пост в Воронеж; 30 августа 1873 года был произведён в чин действительного статского советника. В 1876 году Левшин получил назначение начальника Уфимской губернии, а в 1880 году был переведён на ту же должность в Ярославскую губернию.
Представители местной науки, особенно по предметам истории и археологии, находили сочувствие и поддержку в Левшине. Он высказал мысль о необходимости реставрации Ростовского кремля. Реставрация была проведена краеведами А. А. Титовым и И. А. Шляковым, ярославским градоначальником И. А. Вахрамеевым, предводителем дворянства Ростовского уезда Д. А. Булатовым, священником Мансветовым и др. при участии Владимира Дмитриевича и под наблюдением Императорского Московского археологического общества на частные пожертвования. Были возобновлены Белая и Отдаточная палаты, в которых был открыт Музей церковных древностей (1883), затем в 1884 — Княжие терема, в 1885 — пещерный храм св. Леонтия в Ростовском Успенском соборе, а в последующие годы — наружные стены церквей Спаса на Сенях и Иоанна-Богослова, «Садовая башня», предназначавшаяся под читальню и библиотеку. Общая стоимость этих реставраций дошла до 20 000 рублей. За деятельность в качестве Председателя комиссии по реставрации Ростовского кремля Императорское Русское археологическое общество избрало Левшина в свои почётные члены. Действительным членом Императорского Московского археологического общества Владимир Дмитриевич был избран 3 декабря 1884 года.
В Ярославле был основан, по мысли Е. И. Якушкина, историко-археологический музей. Левшин принимал живое участие в предварительных работах по устройству 7-го Археологического съезда в Ярославле в 1887 году, но не дожил до его открытия.
Совместно с Е. К. Огородниковым Левшин издал «Списки населённых мест Российской империи», составленные и изданные центральным статистическим комитетом министерства внутренних дел (XLIV, Тульская губерния. СПб., 1862).
Скончался внезапно в Ярославле в ночь на 2 (14) апреля 1887 года.

## Семья
Был женат на дочери тайного советника и сенатора Н. Ф. Шауфуса, Ольге Николаевне. Родовое имение в 400 десятин земли находилось в Тульской губернии; также было приобретено 2156 десятин земли в Уфимской губернии.